# Jesús Castillo Molina
Jesús Abdallah Castillo Molina (Callao, 11 de junio de 2001), es un futbolista peruano que juega como centrocampista y su equipo actual es el Club Universitario de Deportes de la Liga 1 de Perú. Es también internacional con la selección de Perú desde el 2022. 
Nacido en el Callao y criado en Ventanilla tras un buen progreso en las categorías inferiores de Sporting Cristal, es llamado para jugar la reserva en 2019 proclamándose campeón del Torneo de Promoción. En el siguiente año fue promovido al primer equipo y alcanzó su primer título como profesional en la temporada 2020. Siguió dos temporadas más, en la que Castillo logró ganar el Torneo Apertura, Copa Bicentenario y se proclamó subcampeón del torneo.Sus actuaciones atrajeron la atención de Europa y finalmente fichó por el Gil Vicente de la Primeira Liga.
Con la selección peruana de fútbol ha anotado un gol en trece partidos.

## Inicios
Jesús Abdallah Castillo Molina nació en el Callao, Provincia constitucional del Callao y fue criado con su familia en el distrito de Ventanilla. Desde pequeño comenzó a destacar en academias de su localidad que tras un convenio de clubes, inició su carrera juvenil en la Universidad César Vallejo el 2015. Luego pasó a formar con la Academia Cantolao en 2017, tras ser clave en diversos encuentros de las inferiores quedó en la mira de los directivos del Sporting Cristal quienes lograron formarlo parte de las reservas del club a inicios del 2018.
Una vez finalizado el traslado, comenzó su nueva formación en la disciplina del club limeño. En la cantera dirigida por Pablo Zegarra le asignaron, junto al resto de sus compañeros —entre ellos Jhilmar Lora, Freddy Castro, Percy Liza, Rafael Lutiger y Diego Soto—, psicólogos, tutores personalizados que le orientaban en sus estudios y médicos que observaban su crecimiento físico, lo que contribuyó a su formación como persona y futbolista. Castillo fue utilizado como mediocampista ofensivo a nivel de la academia, ante un rol más profundo como mediocampista defensivo y de cuadro a cuadro. Junto al segundo equipo logró el campeonato con el equipo de reservas (2019) y fue uno de los futbolistas claves de la cantera.

## Trayectoria

### Club Sporting Cristal

#### Primeros años (2020-2023)
A inicios de enero Castillo firmó su primer contrato profesional con el club para 2 años. Manuel Barreto lo hizo debutar en partido oficial contra la Universidad Técnica de Cajamarca, en el Estadio Héroes de San Ramón el 1 de febrero de 2020. Con dieciocho años, siete meses y veinte días, siendo uno de los canteranos formados en el club en debutar en Primera División. Esa temporada, luego de jugarse la final contra Universitario, Castillo logró su primer título de la temporada que ganó con el equipo celeste y el primero en su carrera como profesional.
En 2021, Castillo continuó en el club consagrándose como titular en la mayoría de partidos. El 6 de mayo hizo su debut en la Copa Libertadores ante Rentistas. El 30 de mayo ganó la Fase 1 frente a San Martín, obteniendo así su primer torneo corto. El 15 de julio debutó en la Copa Sudamericana frente al Arsenal de Sarandí, donde consiguió su primera victoria en un torneo internacional. El 27 de julio, Castillo ganó su segundo título como profesional, la Copa Bicentenario, después de ganar al Carlos A. Mannucci, con esta victoria se clasificó a la Supercopa Peruana. Marcó su primer gol oficial al Deportivo Binacional, en la séptima jornada del campeonato de Liga el 8 de octubre.Jesús Castillo disputó la final frente al Club Alianza Lima donde obtuvo el subcampeonato tras perder con un resultado global por 1-0. Tras una gran campaña, renovó su contrato con el club celeste por tres temporadas y fue elegido como el mejor sub-20 de la Liga 1.
Durante la campaña de 2022, Sporting Cristal tuvo una destacada participación en la Liga 1, compitiendo por el campeonato y logrando clasificarse nuevamente a torneos internacionales. Aunque el equipo no consiguió el título, mantuvo un nivel competitivo a lo largo de la temporada. El rendimiento de Jesús Castillo se destacó como uno de los elementos positivos del equipo, evidenciando su capacidad para contribuir tanto en la defensa como en el ataque. Su actuación atrajo la atención a nivel nacional e internacional, consolidándolo como un mediocampista joven con potencial en el fútbol peruano. A lo largo del año, Castillo demostró habilidades técnicas y una buena comprensión del juego, lo que le permitió desempeñar un papel importante en el esquema del equipo.
En 2023, Jesús Castillo continuó mostrando un rendimiento destacado en la liga local y participó en la Copa Libertadores con Sporting Cristal. El 15 de enero, destacó con un doblete en el partido contra Deportes Tolima, correspondiente al evento ‘Tarde Celeste’, donde su actuación contribuyó al ataque del equipo. A pesar de los desafíos enfrentados por el club en el torneo continental, Castillo demostró su capacidad para competir al más alto nivel del fútbol sudamericano.A nivel local, su presencia en el mediocampo fue fundamental para mantener la competitividad del equipo, aportando estabilidad en momentos clave. Durante este periodo, acumuló experiencia valiosa que le permitió seguir desarrollando su juego.

### Gil Vicente F. C.
En julio del 2023, pasó al Gil Vicente Futebol Clube por una cifra que ascendió a 1 millón de euros, firmando un contrato hasta el 2027. Hizo su debut en la derrota 1-0 ante Oliveirense por la Copa de la Liga. Castillo disputó su primer partido en Primeira Liga el 12 de agosto de 2023, ante el Portimonense, ingresando en el minuto 81 por el mediocampista marfileño Mory Gbane. Vítor Campelos lo utilizó como suplente en los primeros partidos para facilitar su proceso de adaptación y permitirle sumar minutos gradualmente. No obstante, tras las cinco primeras jornadas, sufrió una lesión muscular. Al regresar en diciembre, la ausencia del veterano Pedro Tiba le brindó más oportunidades, y hasta mediados de febrero se convirtió en una opción recurrente para Campelos como sustituto. La destitución del técnico debido a los malos resultados y la llegada de Tozé Marreco, cuyo objetivo era evitar el descenso, modificaron por completo su situación. La poca relevancia que había adquirido se desvaneció, y fue excluido de las convocatorias, quedándose sin minutos en las últimas jornadas de la temporada 2023-24. Terminó disputando 13 partidos: 11 en la Primeira Liga, uno en la Copa de Portugal y otro en la Copa de la Liga, con solo tres apariciones como titular.
Para su segunda temporada en el club, el futbolista se vuelve titular con la llegada de Bruno Pinheiro.Debutó en la temporada ingresando como suplente en el empate sin goles frente a Estoril, en la tercera jornada de la Primeira Liga, y posteriormente fue titular en el empate 0-0 ante el Sporting Braga, jugando la primera mitad completa.

## Selección nacional

### Selección absoluta
Después de una destacada participación con Sporting Cristal, Castillo fue convocado por Ricardo Gareca para jugar con la selección absoluta y se convirtió en el primer jugador del siglo XXI (2001 en adelante) en ser convocado a la selección mayor de Perú superando a su compañero de equipo, Jhilmar Lora. Ricardo Gareca lo hizo jugar contra un equipo conformado por extranjeros de la liga peruana, para después ponerlo de titular  en el partido amistoso frente a Panamá y entrando en los descuentos frente a Jamaica.

#### Participaciones en Copas América
| Torneo            | Sede           | Resultado      | Partidos | Goles |
| ----------------- | -------------- | -------------- | -------- | ----- |
| Copa América 2024 | Estados Unidos | Fase de grupos | 1        | 0     |

#### Participaciones en Clasificatorias a Copas del Mundo
| Eliminatorias                 | Sede       | Selección | Resultado    | Partidos | Goles |
| ----------------------------- | ---------- | --------- | ------------ | -------- | ----- |
| Eliminatorias Mundial de 2026 | Sudamérica | Perú      | Por Disputar | 5        | 0     |
| Total                         | Total      | Total     | Total        | 5        | 0     |

### Partidos con la Selección Mayor de Perú
| Partidos internacionales | Partidos internacionales | Partidos internacionales | Partidos internacionales | Partidos internacionales | Partidos internacionales | Partidos internacionales      |
| N.º                      | Fecha                    | Ciudad                   | Local                    | Resultado                | Visitante                | Competición                   |
| ------------------------ | ------------------------ | ------------------------ | ------------------------ | ------------------------ | ------------------------ | ----------------------------- |
| 1                        | 16-01-2022               | Lima                     | Perú                     | 1:1                      | Panamá                   | Amistoso                      |
| 2                        | 20-01-2022               | Lima                     | Perú                     | 3:0                      | Jamaica                  | Amistoso                      |
| 3                        | 19-11-2022               | Arequipa                 | Perú                     | 1:0                      | Bolivia                  | Amistoso                      |
| 4                        | 20-06-2023               | Osaka                    | Japón                    | 4:1                      | Perú                     | Amistoso                      |
| 5                        | 07-09-2023               | Ciudad del Este          | Paraguay                 | 0:0                      | Perú                     | Eliminatorias Mundial de 2026 |
| 6                        | 12-09-2023               | Lima                     | Perú                     | 0:1                      | Brasil                   | Eliminatorias Mundial de 2026 |
| 7                        | 22-03-2024               | Lima                     | Perú                     | 2:0                      | Nicaragua                | Amistoso                      |
| 8                        | 26-03-2024               | Lima                     | Perú                     | 4:1                      | República Dominicana     | Amistoso                      |
| 9                        | 07-06-2024               | Lima                     | Perú                     | 0:0                      | Paraguay                 | Amistoso                      |
| 10                       | 29-06-2024               | Miami Gardens            | Argentina                | 2:0                      | Perú                     | Copa América 2024             |
| 11                       | 11-10-2024               | Lima                     | Perú                     | 1:0                      | Uruguay                  | Eliminatorias Mundial de 2026 |
| 12                       | 15-10-2024               | Brasilia                 | Brasil                   | 4:0                      | Perú                     | Eliminatorias Mundial de 2026 |
| 13                       | 19-11-2024               | Buenos Aires             | Argentina                | 1:0                      | Perú                     | Eliminatorias Mundial de 2026 |

### Goles internacionales
| #  | Fecha      | Ciudad | Oponente             | Marcador  | Resultado | Competición | Goles |
| -- | ---------- | ------ | -------------------- | --------- | --------- | ----------- | ----- |
| 1. | 26-03-2024 | Lima   | República Dominicana | 2:0 (4:1) | Victoria  | Amistoso    |       |

## Perfil de jugador

### Estilo de juego
Castillo es un mediocampista alto y de piernas largas con un físico dominante, capaz de empujar hacia adelante, hacer intercepciones, recuperar la posesión limpiamente, ya sea en la fase de presión o contrapresión en el campo contrario y en fase defensiva en campo propio. Incluso cuando juega como un centrocampista de cuadro a cuadro, tiene la tarea de caer en el espacio de seis para recibir la posesión, lanzar pases precisos entre líneas y creativos a los oponentes por detrás desde lo profundo. Uno de sus rasgos de crecimiento es su capacidad para correr hacia el área para terminar las oportunidades de gol. Con el primer equipo del Gil Vicente, el desarrollo físico de Jesús Castillo ha sido notable, mostrando una mejor condición en comparación con su primera temporada en Europa. 
En las secuencias de ataque, fue un jugador participativo en los intercambios de áreas amplias siendo crucial. Enhebra pases en los canales para que sus compañeros lleguen al final. Constantemente levanta la cabeza para jugar el mismo pase en ángulo o directo a los canales, esta maniobra utiliza para un fullback salvando tiros. Terminó partidos con una tasa de sucesión de pases del 88% durante la temporada 2021.Durante su segunda temporada en Europa, Jesús Castillo ha mejorado en el aspecto táctico, lo que le permite posicionarse adecuadamente durante la presión en campo contrario. Con un mayor protagonismo en el manejo del balón, ha alcanzado una precisión de pase del 85 %, reconociendo la importancia de minimizar errores en el mediocampo. Su desempeño ha sido valorado positivamente por el entrenador Bruno Pinheiro, quien, tras el empate 1-1 frente a Casa Pia, destacó que Castillo "equilibra mucho al equipo" y ha mostrado un buen rendimiento en partidos anteriores.
Castillo como pivote, cae en el espacio de seis para recibir la posesión y el juego pasa a las áreas anchas. Primer toque direccional, regate y la capacidad de pase rápido, pero hay algunos momentos en los que recibe la posesión en los seis espacios en los que puede mover el balón más rápido. Es derrotado por los regates, pero el uso de sus largas piernas para recuperar la posesión limpiamente, mantiene seguro al lanzarse contra el adversario, ganando la posesión tras barridas sincronizadas en el mediocampo.[cita requerida] En su segunda temporada con Gil Vicente, Jesús Castillo se consolidó como titular en el mediocampo bajo la dirección de Bruno Pinheiro. En el esquema 4-3-3 del equipo, Castillo ocupó la posición de interior izquierdo, formando un trío junto al marfileño Mory Gbane y el japonés Kanya Fujimoto. A diferencia de la temporada 2023-24, cuando jugaba como pivote, en esta etapa asumió un rol con mayor libertad creativa, sin dejar de cumplir tareas defensivas para apoyar a sus compañeros, especialmente a Gbane.

## Estadísticas

### Clubes
Actualizado el 22 de febrero de 2025.
| Club                      | Div.          | Temporada     | Liga  | Liga  | Liga   | Copas | Copas | Copas  | Internacional | Internacional | Internacional | Total | Total | Total  | Media goleadora |
| Club                      | Div.          | Temporada     | Part. | Goles | Asist. | Part. | Goles | Asist. | Part.         | Goles         | Asist.        | Part. | Goles | Asist. | Media goleadora |
| ------------------------- | ------------- | ------------- | ----- | ----- | ------ | ----- | ----- | ------ | ------------- | ------------- | ------------- | ----- | ----- | ------ | --------------- |
| Sporting Cristal · Perú   |               |               |       |       |        |       |       |        |               |               |               |       |       |        |                 |
| 1.ª                       | 2020          | 18            | 0     | 0     | —      | —     | —     | 0      | 0             | 0             | 18            | 0     | 0     | 0,00   |                 |
| 1.ª                       | 2021          | 26            | 1     | 0     | 3      | 0     | 0     | 7      | 0             | 0             | 36            | 1     | 0     | 0,02   |                 |
| 1.ª                       | 2022          | 32            | 2     | 0     | —      | —     | —     | 6      | 0             | 0             | 38            | 2     | 0     | 0,05   |                 |
| 1.ª                       | 2023          | 14            | 0     | 1     | —      | —     | —     | 11     | 0             | 1             | 25            | 0     | 2     | 0,00   |                 |
| Total club                | Total club    | 90            | 3     | 1     | 3      | 0     | 0     | 24     | 0             | 1             | 117           | 3     | 2     | 0,02   |                 |
| Gil Vicente F.C. Portugal | 1.ª           | 2023-24       | 11    | 0     | 0      | 2     | 0     | 0      | —             | —             | —             | 13    | 0     | 0      | 0,00            |
| Gil Vicente F.C. Portugal | 1.ª           | 2024-25       | 14    | 0     | 0      | 2     | 0     | 0      | —             | —             | —             | 16    | 0     | 0      | 0,00            |
| Gil Vicente F.C. Portugal | Total club    | Total club    | 25    | 0     | 0      | 4     | 0     | 0      | 0             | 0             | 0             | 29    | 0     | 0      | 0,00            |
| Total carrera             | Total carrera | Total carrera | 115   | 3     | 1      | 7     | 0     | 0      | 24            | 0             | 1             | 146   | 3     | 2      | 0,02            |
| 1. 2. 3.                  |               |               |       |       |        |       |       |        |               |               |               |       |       |        |                 |

## Palmarés

### Torneos cortos
| Título          | Equipo           | País | Año  |
| --------------- | ---------------- | ---- | ---- |
| Torneo Apertura | Sporting Cristal | Perú | 2021 |

### Campeonatos nacionales
| Título                    | Equipo           | País | Año  |
| ------------------------- | ---------------- | ---- | ---- |
| Primera División del Perú | Sporting Cristal | Perú | 2020 |
| Copa Bicentenario         | Sporting Cristal | Perú | 2021 |

### Distinciones individuales
| Distinción                        | Año  |
| --------------------------------- | ---- |
| Mejor Sub-20 de la Liga 1 Betsson | 2021 |